# Eleição municipal de Boa Vista em 2012
A eleição municipal de Boa Vista em 2012 ocorreu no dia 7 de Outubro (turno único) e teve como candidata eleita Teresa Surita, do PMDB. Houve quatro candidatos concorrendo para o cargo da prefeitura, que durante suas campanhas, mantiveram índices estáveis e sem grandes variações nas pesquisas de intenção de voto.
Entre eles Mecias de Jesus (PRB), Telmário Mota (PDT), Robert Dagon (PSOL) e Teresa, que venceu com 57.066 votos (39,26% do total). O segundo colocado, o deputado estadual Mecias de Jesus (PRB) conseguiu 42.171 votos (29,02%). dos votos. O mandato anterior foi exercido por Iradilson Sampaio, do PSB.
Foi a quarta vez que Teresa Surita venceu uma eleição para a prefeitura da capital. .
Desde o início da campanha, a deputada federal Teresa Surita (PMDB) liderou nas preferências em todas as sondagens do Ibope.

## Candidatos
| Nº | Candidato       | Partido | Vice-candidato         | Coligação |
| -- | --------------- | ------- | ---------------------- | --- |
| 10 | Mecias de Jesus | PRB     | Cida Lacerda (PSB)     | Boa Vista para todos Partido Republicano Brasileiro (PRB) Partido Socialista Brasileiro (PSB) Partido Social Liberal (PSL) Partido dos Trabalhadores (PT) Partido Social Cristão (PSC) Partido Social Democrático (PSD) Partido Trabalhista Cristão (PTC) Partido Trabalhista Brasileiro (PTB) Partido Trabalhista do Brasil (PTdoB)                                                           |
| 15 | Teresa Surita   | PMDB    | Marcelo Moreira (PSDB) | Boa Vista no coração Partido do Movimento Democrático Brasileiro (PMDB) Partido da Social Democracia Brasileira (PSDB) Partido Trabalhista Nacional (PTN) Partido da República (PR) Partido Pátria Livre (PPL) Democratas (DEM) Partido Popular Socialista (PPS) Partido Renovador Trabalhista Brasileiro (PRTB) Partido Social Democrata Cristão (PSDC) Partido da Mobilização Nacional (PMN) |
| 50 | Robert Dagon    | PSOL    | Érica Marques (PSOL)   | Partido não coligado |
| 12 | Telmário Mota   | PDT     | Rudson Leite (PV)      | A força que vem do povo Partido Democrático Trabalhista (PDT) Partido Verde (PV) Partido Progressista (PP) Partido Humanista da Solidariedade (PHS) Partido Republicano Progressista (PRP) Partido Comunista do Brasil (PCdoB) |

### Pesquisas
| Data                     | Instituto | Teresa Surita (PMDB) | Mecias de Jesus (PRB) | Telmário Mota (PDT) | Robert Dagon (PSOL) | Brancos/nulos | Não sabem |
| ------------------------ | --------- | -------------------- | --------------------- | ------------------- | ------------------- | ------------- | --------- |
| 20 de agosto de 2012 [a] | Ibope     | 55%                  | 15%                   | 7%                  | 3%                  | 8%            | 12%       |
| 28 de setembro de 2012   | Ibope     | 54%                  | 19%                   | 12%                 | 5%                  | 5%            | 5%        |
| 5 de outubro de 2012     | Ibope     | 53%                  | 23%                   | 18%                 | 6%                  |               |           |

## Resultados

### Prefeito
| Partido | Partido | Candidato       | Votos   | Votos (%) |
| ------- | ------- | --------------- | ------- | --------- |
|         | PMDB    | Teresa Surita   | 57 066  | 39,26%    |
|         | PRB     | Mecias de Jesus | 42 171  | 29,02%    |
|         | PDT     | Telmário Mota   | 30 606  | 21,06%    |
|         | PSOL    | Robert Dagon    | 15 498  | 10,66%    |
| Totais  | Totais  | Totais          | 145 341 |           |
| Fonte:  |         |                 |         |           |

### Vereadores eleitos
| Vereador                | Partido | % Votos Válidos | Nº de Votos |
| ----------------------- | ------- | --------------- | ----------- |
| Júlio Cézar Medeiros    | PRP     | 3,94%           | 5.770       |
| Sandro Bare             | PDT     | 2,27%           | 3.315       |
| Edilberto Veras         | PP      | 2,18%           | 3.194       |
| Leo Rodrigues           | PR      | 1,85%           | 2.702       |
| Masamy Eda              | PMDB    | 1,76%           | 2.581       |
| Aline Rezende           | PRTB    | 1,76%           | 2.570       |
| Mauricelio "Garoto"     | PSC     | 1,64%           | 2.406       |
| Mario Cesar             | PSDB    | 1,61%           | 2.352       |
| Nira Mota               | PV      | 1,58%           | 2.308       |
| Paulo Linhares          | PP      | 1,57%           | 2.294       |
| Mayara Ferreira         | PMDB    | 1,52%           | 2.223       |
| Flávio Padre Cícero     | PRTB    | 1,44%           | 2.109       |
| Abel Galinha            | PSB     | 1,24%           | 1.810       |
| Marcelo Batista         | PMN     | 1,23%           | 1.796       |
| Guarda Alexandre        | PCdoB   | 1,17%           | 1.711       |
| Manoel Neves            | PRB     | 1,08%           | 1.584       |
| Sandro Fofoquinha       | PPS     | 1,03%           | 1.503       |
| Edvaldo Santa Tereza    | PRB     | 1,03%           | 1.501       |
| Miriam Reis             | PHS     | 0,96%           | 1.403       |
| Adelino Neto            | PSL     | 0,94%           | 1.378       |
| Paulo do Rancho Vitoria | PSD     | 0,65%           | 952         |
|                         |         |                 |             |

Fonte: 